# Фудбалски савез Гваделупa
Фудбалски савез Гваделупа (фр. Ligue Guadeloupéenne de Football (LGF)) је фудбалски савез Гваделупа. Фудбалски савез основан је 1958. године и члан је Конкакафа од 2013. године. Савез није члан ФИФАе.
Фудбалски савез је одговоран за женску и мушку фудбалску репрезентацију Гвадалупа и националну фудбалску лигу за мушкарце, Дивизију части Гвадалупа. Фудбалски савез Гваделупa (Ligue Guadeloupéenne de Football (LGF)) је водећа асоцијација овог спорта у земљи, али је повезана са Фудбалским савезом Француске.